# Filigran
Filigran je od 2000 pr. n. št. iz Troje znana zlatarska tehnika. Je občutljiva vrsta kovinskega nakita, navadno iz zlata ali srebra, z drobnimi biseri ali prepletenimi nitmi ali obojim, spojene med seboj ali na površino predmeta iz iste kovine in razporejeno v umetniški motiv. Izdelek daje vtis čipke in je še vedno priljubljen v Indiji in drugih azijskih državah. Filigran je bil priljubljen tudi med  italijanskimi in francoskimi obdelovalci kovin od leta 1660 do poznega 19. stoletja. Ne sme se ga zamenjati z ajoure nakitom oziroma tehniko, ki jo sestavlja vrtanje lukenj v predmete iz pločevine.
Beseda filigran izhaja iz latinske filum, kar pomeni, nit in granum - zno, v smislu majhne kapljice. Latinska beseda je dala filigrana v italijanščini, ki je postala filigrane v 17. stoletju francoskem jeziku. 

## Zgodovina
Čeprav je filigran postal v sodobnem času posebna veja nakita, je bil v preteklosti del rednega dela draguljarjev. Praktično ves nakit Etruščanov in Grkov (razen, če je bil namenjen za v grob in zato značaj ni bil utemeljen), je bil spajkan in zgrajen iz zlata, namesto narejen s tolčenjem ali graviranjem. 

### Starodavni izdelki
Arheološke najdbe v antični Mezopotamiji kažejo, da je bil filigran uporabljen v nakitu od leta 3000 pred našim štetjem. V mestu Midyat v provinci Mardin v zgornji Mezopotamiji, so uporabljali obliko filigrana iz srebrnih in zlatih žic, znano kot telkari, razvit v 15. stoletju. Še danes mojstri obrtniki v tej regiji izdelujejo drobne izdelke telkari. 
Egiptovski draguljarji nameščajo žice tako, da stojijo v ozadju na prepletu ali drugače urejenem okrasju. Z izjemo verižic, se ne more trditi, da se filigransko delo veliko izvaja. Njihova moč je bolj v načinu okraševanja cloisonné in s svojim oblikovanjem okraskov. Veliko je še vedno primerov okroglih pletenih zlatih verižic iz fine žice, kot so tiste, ki jih še vedno izdelujejo kot filigran v Indiji so znane kot Tiruchirappalli verižice.
V ornamentih, ki izhajajo iz feničanskih krajev, kot sta Ciper in Sardinija, so izdelki iz zlatih žic zelo natančno izdelani, a umetnost je napredovala do popolnosti pri Grkih in Etruščannih od 6. do 3. stoletja pr. n. št. Številne uhane in druge osebne okraske so našli v osrednji Italiji in so ohranjeni v Louvru in v Britanskem muzeju. Skoraj vsi so filigransko delo. Nekateri uhani v obliki cvetov z geometrijsko zasnovo, so sestavljene iz majhnih volut iz zlate žice, in ta vrsta ornamenta se spreminja z manjšimi razlikami v načinu uporabe števila ali razporeditev volut. Vendar pa listov in cvetja italijanskem filigranu ni videti v starodavnih modelih. 
Muzej Ermitaž v Sankt Peterburgu vsebuje neverjetno bogato zbirko Skitskega nakita iz grobov iz Krima. Veliko zapestnic in ogrlic iz te kolekcije je narejenih iz zavite žice, nekaj v kar sedem vrst spletenih, z zapirali v obliki glav živali, kovano delo. Drugo so nizi velikih zlatih kroglic, okrašene z volutami, vozli in drugimi vzorci iz spajkane žice čez površino. V Britanskem muzeju je žezlo, verjetno od grške svečenice, ki je prekrito s pletenim in mrežastim zlatom, zaključen z nekakšnim korintskim kapitelom in sklepnikom iz zelenega stekla.

### Azija
Verjetno je, da se v Indiji in različnih delih srednje Azije, filigran izdeluje od davnine, ne da bi se modeli kakor koli spremenili. Ali so bili azijski draguljarji pod vplivom Grkov, ki so se naselili na tej celini ali le usposobljeni v skladu z njihovo tradicijo, ni jasno, da so indijski izdelovalci filigrana ohranili iste vzorce, kot stari Grki in jih delajo še danes. Potujoči obrtniki so dobili toliko zlata za kovanje ali graviranje, kot so tehtali, ga segrevali v ponvi z ogljem, nato pa izdelali na dvorišču ali terasi hiše delodajalca po načrtih umetnika, ki je stehtal končano delo, nakar je dobil mojster plačilo za svoje delo. Zelo fina zrna ali biseri in bodice zlata, komaj debelejše od grobe dlake, ki štrlijo iz plošč iz zlata, so metode za okras še danes. 
Za kraj Cuttack, v vzhodni indijski državi Odisha, je značilnost tradicionalna filigransko natančna izdelava. Znana kot tarakasi v Oriya jeziku. Najbolj se filigransko delo vrti okoli podob božanstev. Zaradi pomanjkanja pokroviteljstva in sodobnih oblikovalskih idej, je ta umetnost zamrla. Družba pod vodstvom Nine Ganatra (www.filigreefinding.com) je začela z oživljanjem te umetnosti. Potrebno je opozoriti tudi na srebrni filigran iz Karimnagarja v državi Andra Pradeš. 

### Srednjeveška Evropa
V poznejših stoletjih so nastale številne zbirke srednjeveških draguljarskih del - relikviarijev, prevlek za evangeljske knjige, itd, izdelanih v Carigradu od 6. do 12. stoletja ali v samostanih v Evropi, v katerih so študirali in posnemali bizantinske zlatarske izdelke. Ti predmeti, obogateni z dragocenimi kamni, polirani in emajlirani, so pogosto okrašeni s filigranom. Velike površine zlata so včasih prekrite s spiralami privarjenimi s filigransko natančnostjo, vogali knjižnih ovitkov ali plošče relikviarijev so pogosto sestavljeni iz zapletenih kosov pletenih izdelkov, izmenično obloženih z emajlom. Bizantinski filigranski izdelki so včasih obogateni s kamenčki med spiralami ali vozlički. Primere takih dekoracij je mogoče videti v Victoria and Albert in Britanskem muzeju (npr. Lotarjev križ, del zakladnice katedrale v Aachnu).
V severni Evropi so Sasi, Briti in Kelti že od zgodnjega obdobja spretno izdelovali predmete iz zlata. Imenitne primere filigranskih vzorcev spletenih iz zlatih žic, so našli v anglosaških grobovih, danes v Britanskem muzeju, predvsem broška iz Doverja in ročaj meča iz Cumberlanda. Staffordshirski zaklad iz anglosaškega zlata in srebra (okoli leta 700) so 5. julija 2009 odkrili na področju Staffordshire v Angliji in vsebuje številne primere zelo finega filigrana, ga kot neverjetnega opisuje arheolog Kevin Leahy.
Irski filigranski izdelki iz obdobja Insular so bolj premišljeni pri oblikovanju in izjemni v vzorcih. Royal Irish Academy v Dublinu ima številne relikviarije in osebne dragulje, pri katerih je filigranski okras izjemen. Broška Tara je kopija oziroma imitacija oblik in dekoracije, zato je dobro znana. Namesto drobnih kodrov ali volut z zlato nitjo, se irski filigran spreminja od primera do primera, eni niti lahko sledimo skozi različne vozle in preplete, ki se širijo na velikih površinah in jim je težko slediti z očesom. Zdi se da dolga nit kar izgine, ne da bi prekinila nadaljevanje, oba konca pogosto tvorita glavo in rep kače ali pošasti.
Relikviarij, ki vsebuje Zvon svetega Patricka, je prekrit z vozli in prepleti številnih oblik. Dva keliha, imenovana Ardagh Chalice so leta 1868 našli blizu Limericka, okrašena sta s filigranom izredne čistosti. Dvanajst plošč na pasu okoli vaze, plošča na vsakem ročaju in okoli vznožja vaze imajo vrsto različnih oblik značilnih vzorcev kovanih v finem filigranu na sprednji strani podlage, narejene v repoussé tehniki (tehnika tolčenja kovine). 
Velik del srednjeveških draguljarskih izdelkov po vsej Evropi vse do 15. stoletja, kot so relikviariji, križi, okrasje na palicah in drugi cerkveni predmeti, kažejo filigransko natančnost. Filigransko delo v srebru so z veliko spretnosti v srednjem veku prakticirali Mavri v Španiji, z njimi se je razširilo po vsem Iberskem polotoku, ter prešlo v španske kolonije v Ameriki. Portugalsko filigransko delo iz 17. in 18. stoletja je izredno zapleteno. Srebrni filigranski nakit, občutljivo in umetniško oblikovan, še vedno izdelujejo v velikih količinah po vsej državi. 
Proizvodnja je razširjena na Balearskih otokih in med prebivalstvom, ki meji na Sredozemsko morje. Še vedno tudi po vsej Italiji in na Portugalskem, Malti, Makedoniji, Albaniji, Jonskih otokih in mnogih drugih delih Grčije. 
Srebrne filigranske broške in gumbi so bili narejeni tudi na Danskem, Norveškem in Švedskem. Majhne verižice in obeski so dodatki, ki jih poznajo tudi na severu Evrope.
Nekaj zelo nenavadnih filigranskih izdelkov je bilo prineseno v Veliko Britanijo iz Abesinije po bitki pri Magdaleni: ščitniki rok, copate in skodelice, od katerih so nekateri zdaj v Victoria in Albert Museum. Izdelane so iz tankih plošč iz srebra, na katerega so spajkani drugi elementi. Filigran je razdeljen na preproste vzorce, vmesni prostori pa so sestavljeni iz številnih vzorcev in zrn v različnih presledkih.

## Metode izdelave in uporaba
Umetnost je sestavljena iz kodranja, sukanja in pletenja fine gibke niti iz kovine, ki jih med seboj združimo na točki stika in s podlago, s pomočjo spajkanja. Ko oblikujemo želen motiv, list za začetek naredimo majhne kroglice s pomočjo kovinske žice ali kovino razrežemo na majhne koščke ter s spajkalnikom združimo tako, da se oblikujejo naravno sferične oblike, miniaturna zrna, ki se nekoliko razlikujejo eden od drugega.  Mala zrna ali kroglice iste kovine se pogosto postavljajo v volutah, na križiščih ali v intervalih, na katerih je žica. Bolj občutljivo delo je običajno zaščiteno z okvirjem močnejše žice.
Broške, križi, uhani, gumbi in drugi moderni filigranski osebni okraski so običajno obdani in razdeljeni po pasovih iz kvadratne ali ravne kovine, ki daje skladnost, ker sicer ne bi ohranili pravilno obliko. 
Oblikovanje filigranskega nakita in njegove tehnike sukanja in spajkanja, je imelo vlogo v drugih delih oblikovanja kovin, kot je kovanje železa (obešalniki, vrata,...).